# پرچم ووسترشر
پرچم ووسترشر در ۸ آوریل ۱۹۱۳ پذیرفته شد.